# Small Faces
Small Faces — британський гурт, утворений в червні 1965 року у Лондоні. До першого складу гурту входили: Стів Марріотт (Steve Marriott, 30 січня 1947, Лондон, Велика Британія — 20 квітня 1991, Аркеден, Велика Британія) — вокал, гітара; Джиммі Уїнстон (Jimmy Winston), справжнє ім'я Джеймс Ленгуїз (James Langwith, 20 квітня 1945, Лондон, Велика Британія) — орган, фортепіано; Ронні «Плонк» Лейн (Ronnie «Plonk» Lane, 1 квітня 1946, Лондон, Велика Британія) — вокал, бас та Кенні Джонс (Kenny Jones, 16 вересня 1948, Лондон, Велика Британія) — ударні.
На початку своєї кар'єри гурт уклав угоду з фірмою Дона Ардека «Contemporary Records», а ліцензію на видання платівок викупила фірма «Decca». Для першого синглу гурту була відібрана композиція Йена Семуелла «Whatcha Gonna Do About It?», яка спиралась на тему великого хіта Саломона Берка «Everybody Needs Somebody То Love». Цьому синглу вдалось увійти до британського Тор 20. У жовтні 1965 року Уїнстона замінив Йен Маклейган (Ian McLagan, 12 травня 1945, Хаунслоу, Велика Британія), який був членом формації Boz & The Boz People. На відміну від дебютного синглу, наступному «І Got Mine» не вдалось потрапити на топ-листи. Тоді Дон Арден вирішив ангажувати відомих композиторів Кенні Лінча та Морта Шумана, які написали для групи легкий хіт «Sha-La-La-La-Lee», що піднявся до першої трійки британського чарту. Власна композиція Марріотта та Лейна «Hey Girl» закріпила позицію The Small Faces, а черговий сингл «All Or Nothing» став найкращим хітом гурту і здобув собі звання класики британського білого соулу другої половини шістдесятих років. Повний життя твір «My Mind's Eye» продемонстрував зміну стилю, що було наслідком конфлікту гурту з фірмою.
На початку 1967 року гурт все ж вирішив свої проблеми з менеджером, однак після того, як Марріотт образив продюсера найпрестижиішого телевізійного шоу «Top Of The Pops», гурт позбавили права виступу у цій передачі. Останні два сингли для фірми «Decca» — «І Cant Make It» та «Patterns» — залишились без особливої уваги. Тим часом гурт змінив кількох менеджерів, остаточно уклавши угоду з менеджером The Rolling Stones та одночасно власником фірми «Immediate» Ендрю Олдхемом і пережила стилістичну метаморфозу, ставши квазі-психоделійною формацією. Насичений наркотичними видіннями твір «Here Comes The Nice» був попередником експериментального, дещо пародійного синглу «Itchycoo Park». Після здобуття статусу завсідника Тор 10, гурт повернувся до давнього блюзового звучання піснею «Tin Soldier», у якої додаткову вокальну партію виконала темношкіра співачка Пі Пі Арнольд. У черговому хіті «Lazy Sunday» відчувалося відлуння ідеології хіппі. Також у цьому ж самому стилі був витриманий альбом «Ogden's Nut Gone Flake», який злетів на вершину чарту і здобув кілька значних нагород за новаторський проект обкладинки.
До свого останнього синглу The Small Faces включили два твори: «The Universal», який став хітом, та «Afterglow Of Your Love». Влітку 1969 року Марріотт приєднався до гурту Пітера Фремптона The Herd, який після реформування складу змінив назву на Humble Pie. Пізніше гурт Smal Faces розпався, проте незабаром повернувся під назвою The Faces.
Успіх у сімдесятих роках перевиданих синглів «Itchycoo Park» та «Lazy Sunday» спонукали Марріотта, Джонса, Маклейгана і Ріка Уїллса (Rick Wills) — бас, зібратись знову і в червні 1976 року гурт під старою назвою The Small Faces відновив діяльність і записав кілька альбомів. 1977 року до гурту приєднався Джиммі Маккулоч (Jimmy McCuloch), однак після того, як у травні 1978 року Джонс прийняв пропозицію співпрацювати з The Who, гурт припинив своє існування. Рікі Уїллс став членом The Foreigner, а Марріотт почав виступати у лондонських пабах. На жаль, сольні роботи Марріотта не повернули йому успіху (1991 року він загинув під час пожежі у власному будинку). Ронні Лейн 1982 року захворів на розсіяний склероз, хворобу, яка не виліковується. 1986 року його приятелі Ерік Клептон, Джефф Бек, Джиммі Пейдж, Джо Кокер, Стів Вінвуд, Кенні Джонс та Пол Роджерс організували серію концертів, які присвятили Лейну, а прибутки від них перерахували до фонду «Action Research Into Mutiple Sclerosis».

## Дискографія
- 1966: The Small Faces
- 1967: From The Beginning
- 1967: Small Faces
- 1968: There Are But Four Small Faces
- 1968: Odgen's Nut Gone Flake
- 1969: The Autumn Stone
- 1972: Early Faces
- 1977: Rock Roots: The Smal Faces Singles Again
- 1977: Playmates
- 1977: The Small Faces Greatest Hits 1978: 78 In The Shade
- 1980: For Your Delight
- 1990: The Ultimate Collection
- 1990: The Singles A's & B's

### Стів Марріотт
- 1976: Marriott
- 1984: Packet Of Three
- 1989: Thirty Seconds To Midnight

### Йен Маклейган (Ian McLagan)
- 1979: Troublemaker
- 1981: Bump In The City

### Ронні Лейн
- 1974: Anymore For Anymore (разом з власним гуртом Slim Chance)
- 1975: Ronnie Lane & Slim Chance (разом з власним гуртом Slim Chance)
- 1976: One For The Road (разом з власним гуртом Slim Chance)
- 1976: Mahoney's Last Stand (разом з Ронні Вудом)
- 1977: Rough Mix (разом з Літом Тауншендом)
- 1980: See Me
- 1990: Ronni Lane